# 1014 Semphyra
Az 1014 Semphyra (ideiglenes jelöléssel 1924 PW) a Naprendszer kisbolygóövében található aszteroida. Karl Wilhelm Reinmuth fedezte fel 1924. január 29-én, Heidelbergben.